# Ектор Коста
Ектор Коста (ісп. Héctor Costa, 30 липня 1929 — 23 травня 2010) — уругвайський баскетболіст.
Бронзовий призер Олімпійських Ігор 1952, 1956 років, учасник 1960 року.